# Strażnica WOP Radomierzyce
Strażnica w Radomierzycach:
1. podstawowy pododdział graniczny Wojsk Ochrony Pogranicza.
2. graniczna jednostka organizacyjna polskiej straży granicznej realizująca zadania bezpośrednio w ochronie granicy państwowej.

## Formowanie i zmiany organizacyjne
Strażnica została sformowana w 1945 w strukturze 4 komendy odcinka Zgorzelec jako 16 strażnica WOP (Adomierzyce) o stanie 56 żołnierzy. Kierownictwo strażnicy stanowili: komendant strażnicy, zastępca komendanta do spraw polityczno-wychowawczych i zastępca do spraw zwiadu. Strażnica składała się z dwóch drużyn strzeleckich, drużyny fizylierów, drużyny łączności i gospodarczej. Etat przewidywał także instruktora do tresury psów służbowych oraz instruktora sanitarnego. 
W 1947 została przeformowana na strażnicę II kategorii – 43 wojskowych.
Od 15 marca 1954 wprowadzono nową numerację strażnic na szczeblu krajowym, a strażnica II kategorii otrzymała nr 20.
W 1956 rozpoczęto numerowanie strażnic na poziomie brygady. Strażnica II kategorii Radomierzyce była 20. w 8 Brygadzie Wojsk Ochrony Pogranicza. 
W 1960, po kolejnej zmianie numeracji, strażnica posiadała numer 8 i zakwalifikowana była do kategorii II w 8 Łużyckiej Brygadzie WOP . W 1964 strażnica WOP nr 7 Radomierzyce uzyskała status strażnicy lądowej i zaliczona została do II kategorii.
Po rozwiązaniu w 1991 Wojsk Ochrony Pogranicza, strażnica w Radomierzycach weszła w podporządkowanie Łużyckiego Oddziału Straży Granicznej.

## Ochrona granicy
Strażnice sąsiednie:
15 strażnica WOP Blumberg; 17 strażnica WOP Zgorzelice

## Dowódcy strażnicy
- por. Ludwik Lorenc (był 10.1946)[b].